# Kelipót
קְלִיפּוֹת - Qlifót / Qlipót / Quelipót ou Kelipót e na grafia inglesa Qliphoth / Qlippoth / Qlifoth, literalmente "Cascas", Ou "Concha" ou "Casca" (no singular: קְלִיפָה Qlifá / Klipá / Quelifá / Kelipá, é um termo da Cabalá que descreve as forças do mal ou o desperdício espiritual. O significado comum da palavra Klipá em hebraico é de casca do fruto, que geralmente não é comestível e descartado como resíduo. De acordo com a linguagem raiz, uma casca é uma tela que cobre o bem de todos os lados e tem dois propósitos, um dos quais é esconder o bem e o outro protegê-lo. A casca é aparentemente um fator negativo, mas na verdade, sem ela, a luz divina seria visível e a criação do mundo não teria sido possível.

## A formação da casca
O termo cascas passou por muitas transformações e desenvolvimentos. Em alguns escritos cabalísticos eles a descrevem principalmente como sendo demônios e poderes demoníacos, mas nas aparências mais modernas da Cabalá, o termo representa influências mais técnicas do que entidades conscientes. Uma explicação cabalística comum  assume que as cascas foram formadas em dois estágios.
1. O estágio de contração, o que é aproximadamente equivalente a visão de criação dos mundos na cabalá. As cascas criadas neste estágio são ocultas e semi-eternas, porque qualquer alteração ou dano a elas fará com que o universo físico deixe de existir. Essas conchas têm uma certa importância teórica porque explicam a existência de contradições básicas, como a contradição entre conhecimento e escolha.
2. O estágio da formação das cascas foi a quebra dos vasos. Nesta fase, as sete Sefirot inferiores foram destruídas das dez Sefirot e seus fragmentos formaram as conchas regulares. Estas conchas contêm faíscas de santidade, isto é, luz eterna, portanto, elas existem no mundo. Nas várias correntes da cabalá e do hassidismo, existem várias definições dos tipos de kelipót, sua natureza e modo de operação.

## Cascas na cabalá do Ramak
O rabino Moshe Cordovero escreveu em seu livro Pardes Rimonim sobre as conchas; Em que diferentes tipos de conchas são descritos ao lado do comportamento geral das conchas.
Capítulo 4: Agora queremos esclarecer a questão de suas cascas e os três templos como sagrados, porque eles são contra a santidade como um macaco diante do homem, e como o lado sagrado atrai abundância e comida para todas as suas criaturas puras, então a concha é comida atraente e abundante para muitas criaturas do seu lado.
O Ramak refere-se a Klipot, como seres inteligentes e organizados, cuja finalidade é frustrar o homem, ou mesmo impedir o ato de criação de Deus.

## Casca nos escritos do ARI
O Ari atribuiu grande importância a Klipót, mas não lidou com eles com a intensidade de seu professor e rival Ramak. Para ele, as conchas eram um termo técnico destinado a explicar o mecanismo místico do universo. De acordo com o Ari, a luz direta desce aos mundos inferiores e então envolve as faíscas que caem, e parte dessa luz se realiza e se torna uma luz de retorno e retorna à sua fonte, enquanto outra parte permanece nos mundos inferiores e se transforma nas conchas. "A diferença entre o Ari e o Ramak sobre o tema de Klipot é essencial, enquanto o Ramak vê Klipót como seres sábios e maus, o Ari se refere a eles como subprodutos técnicos do processo de criação dos mundos.
De acordo com o método Ari, não existe centelha no espaço vazio; assim, no momento em que uma centelha vem da luz infinita, para o espaço vazio, uma casca é criada em torno dela, permitindo que ela exista.

## Casca no Habad Hassídico
No livro do Tanya, o centro do hassidismo do Habad, quatro tipos de cascas são definidos, três dos quais são chamados de "cascas impuras", e o quarto é um tipo diferente de concha misturado com o bem e o mal e chamado de Kelipá Noga.
Entidades ou objetos que de acordo com a Torá são proibidos aos judeus de usar e receber animais das três conchas impuras, isto é, qualquer coisa que seja proibida de ser usada, por exemplo, alimentos proibidos. Por outro lado, coisas que, de acordo com a lei judaica, podem ser usadas positivamente, surgem de uma casca melancólica. Esta concha é uma média entre as conchas que representam a impureza e a santidade. Isso se deve à capacidade do homem de trazer os objetos pertencentes a Noga à santidade.[carece de fontes?]

## Leia também
- Gershom Scholem, Ensaios sobre Compreender a Cabala e Seus Símbolos, Jerusalém: Bialik Institute Press, 1980
- Asi Farber-Ginat, "Uma concha pré-frutas" - para a questão da origem da experiência do mal metafísica no antigo pensamento cabalístico, Eshel, Universidade Ben-Gurion do Negueve, Bersebá, 4, 1996, pp. 118–142